# Maronea-Sapes
Maronea-Sapes (griego: Μαρώνεια-Σάπες) es un municipio de la República Helénica perteneciente a la unidad periférica de Ródope de la periferia de Macedonia Oriental y Tracia.
El municipio se formó en 2011 mediante la fusión de los antiguos municipios de Maronea y Sapes (la actual capital municipal), que pasaron a ser unidades municipales. El municipio tiene un área de 641,8 km².
En 2011 el municipio tenía 14 733 habitantes.
Se sitúa a medio camino entre Komotiní y Alejandrópolis.